# Novostrnjenke
Novostrnjenke (znanstveno ime Neofavolus) so rod gliv iz družine luknjark (Polyporaceae).

## Seznam novostrnjenk Slovenije[2]
- satjasta novostrnjenka (Neofavolus alveolaris)
- vrbova novostrnjenka (Neofavolus suavissimus)